# Нитряне

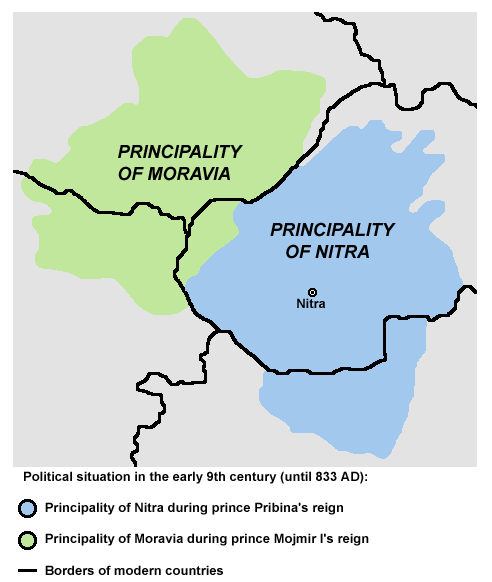

Нитряне — западнославянское племя, которое жило по реке Нитра у города Нитра в современной Словакии. Их земли были аннексированы князем Моймиром I, правителем Великоморавского государства, в 833 году. До аннексии существовало самостоятельное государство Нитранское княжество, которым правил Прибина.